# Олха (река)
Олха́ — река в Иркутской области, правый приток Иркута. Длина — 47 км (с Большой Олхой — 84 км). Площадь бассейна — 639 км².
Олха образуется при слиянии рек Большая Олха и Малая Олха и течёт с юга на север по Олхинскому плато.
Главные притоки: Безымянка и Ханчин слева; Сырой Кук-Юрт справа.
По Олхе проходят водные маршруты для сплава на каяках, байдарках, рафтах и катамаранах.
На реке находятся населённые пункты (по порядку от истока): Орлёнок, Рассоха, Большой Луг, Олха, Шелехов, Смоленщина, а также базы отдыха «Олха», «Голубые Ели» и «Металлург».
На берегу Олхи находится скважина для забора минеральной воды «Иркутская», а также проходит ежегодный фестиваль авторской песни«Олхинские струны».